# Kommuneatlas
Kulturarvsatlas, tidligere kulturmiljøatlas og kommuneatlas (herunder bydelsatlas i København) er registranter over danske bevaringsværdige bygninger, værdifulde bebyggelser og kulturmiljøer, som blev udgivet af Kulturarvsstyrelsen i samarbejde med kommunerne. Kortlægningen blev foretaget efter SAVE-systemet, og de første atlas – dengang kommuneatlas – udkom i 1990 i regi af Planstyrelsen. Fra 1993 overgik projektet til Skov- og Naturstyrelsen og i 2002 til Kulturarvsstyrelsen, som omdøbte atlassene til først kulturmiljøatlas og siden kulturarvsatlas. Langt de fleste udgivne atlas bærer dog titlen kommuneatlas. Kulturarvsstyrelsen videreudviklede atlas-projektet og oprettede databaser med et bredere udsnit af byer, bygninger og miljøer, men har nu stoppet udgivelsen af nye atlas. Fremover vil det være op til kommunalt initiativ at udarbejde nye atlas. De talrige navneskift vidner om de ændrede definitioner og ressortområder.
Det er statens ansvar at tage sig af de fredede fortidsminder og de fredede bygninger, mens kommunerne har fået opgaven at sikre de bevaringsværdige bygninger, værdifulde bebyggelser og kulturmiljøer. Atlassene har dog ingen juridisk status i sig selv. Kun hvis en kommune optager bevaringsværdige bygninger og steder i en lokalplan, får det juridisk beskyttende gyldighed.
Underfordeling
- Naturgrundlaget
- Kulturlandskabet
- Forhistorien
- Kulturhistorien
- Byarkitektur set fra luften
- Byggeskik og arkitektur
- Bygningernes bevaringsværdi
- Det agrare landskab
- Skovbrug
- Vandløb
- Forsvarsanlæg
- Sogne
- Byerne
- Kultur og folkelige bevægelser
- Skibsfart og fiskeri
- Jernbaner og stationsbyer
- Råstofudvinding
- Turisme og fritidsliv

## Liste over udgivne atlas
| Kommune/lokalitet                              | Undertitel                                      | År   |
| Blåvandshuk                                    | Vadehavet Kulturarvsatlas                       | 2007 |
| Bogense                                        | Bevaringsværdier i byer og bygninger            | 1990 |
| Bornholms Regionskommune                       | Atlas over byer, bygninger og miljøer           | 2003 |
| Bramming                                       | Vadehavet Kulturarvsatlas                       | 2007 |
| Brande                                         | Bevaringsværdier i byer og bygninger            | 1992 |
| Bredebro                                       | Vadehavet Kulturarvsatlas                       | 2007 |
| Christiansfeld                                 | Bevaringsværdier i byer og bygninger            | 1992 |
| Ebeltoft                                       | Bevaringsværdier i byer og bygninger            | 1999 |
| Esbjerg                                        | Bevaringsværdier i byer og bygninger            | 1992 |
| Esbjerg, Vadehav                               | Vadehavet Kulturarvsatlas                       | 2007 |
| Fanø                                           | Vadehavet Kulturarvsatlas                       | 2007 |
| Fladså                                         | Bevaringsværdier i byer og bygninger            | 1991 |
| Fredensborg-Humlebæk                           | Byer og bygninger                               | 2002 |
| Fredericia                                     | Bevaringsværdier i byer og bygninger            | 1995 |
| Frederiksberg                                  | Bevaringsværdier i byer og bygninger            | 1994 |
| Frederikshavn                                  | Bevaringsværdier i byer og bygninger            | 1999 |
| Frederikssund                                  | Byer og bygninger                               | 2002 |
| Faaborg                                        | Bevaringsværdier i byer og bygninger            | 1992 |
| Gentofte                                       | Atlas over bygninger og bymiljøer               | 2004 |
| Gladsaxe                                       | Bevaringsværdier i byer og bygninger            | 1998 |
| Grenaa                                         | Bevaringsværdier i byer og bygninger            | 1995 |
| Gråsten                                        | Bevaringsværdier i byer og bygninger            | 1992 |
| Haderslev                                      | Bevaringsværdier i byer og bygninger            | 1991 |
| Helsingør                                      | Byer og bygninger                               | 2000 |
| Herning                                        | Bevaringsværdier i byer og bygninger            | 1992 |
| Hillerød                                       | Kommunen er kortlagt, der er ikke udgivet atlas |      |
| Holbæk                                         | Bevaringsværdier i byer og bygninger            | 1993 |
| Horsens                                        | Bevaringsværdier i byer og bygninger            | 1991 |
| Hvidovre                                       | Byer og bygninger                               | 2000 |
| Højer                                          | Vadehavet Kulturarvsatlas                       | 2007 |
| Hørsholm                                       | Byer og bygninger                               | 2000 |
| Kolding                                        | Bevaringsværdier i byer og bygninger            | 1991 |
| København, Amager Bydelsatlas                  | Bevaringsværdier i bydel og bygninger           | 1992 |
| København, Bispebjerg Bydelsatlas              | Bevaringsværdier i bydel og bygninger           | 1991 |
| København, Byatlas København                   | Bevaringsværdier i byer og bygninger            | 1996 |
| København, Brønshøj-Husum Bydelsatlas          | Bevaringsværdier i byer og bygninger            | 1995 |
| København, Indre By/Christianshavn Bydelsatlas | Bevaringsværdier i byer og bygninger            | 1996 |
| København, Kongens Enghave Bydelsatlas         | Bevaringsværdier i bydel og bygninger           | 1993 |
| København, Nørrebro Bydelsatlas                | Bevaringsværdier i byer og bygninger            | 1996 |
| København, Valby Bydelsatlas                   | Bevaringsværdier i bydel og bygninger           | 1994 |
| København, Vanløse Bydelsatlas                 | Bevaringsværdier i byer og bygninger            | 1995 |
| København, Vesterbro Bydelsatlas               | Bevaringsværdier i bydel og bygninger           | 1991 |
| København, Østerbro Bydelsatlas                | Bevaringsværdier i bydel og bygninger           | 1992 |
| Langeland                                      | Atlas over byer, bygninger og miljøer           | 2002 |
| Lemvig                                         | Bevaringsværdier i byer og bygninger            | 1996 |
| Lyngby-Taarbæk                                 | Byer og bygninger                               | 2000 |
| Løgumkloster                                   | Bevaringsværdier i byer og bygninger            | 1999 |
| Mariager                                       | Bevaringsværdier i byer og bygninger            | 1994 |
| Middelfart                                     | Bevaringsværdier i byer og bygninger            | 1993 |
| Morsø                                          | Kulturmiljøatlas Mors                           | 2004 |
| Møn                                            | Kulturarvsatlas Møn                             | 2006 |
| Nakskov                                        | Bevaringsværdier i byer og bygninger            | 1990 |
| Nibe                                           | Byer og bygninger                               | 2002 |
| Nordborg                                       | Bevaringsværdier i byer og bygninger            | 1991 |
| Nyborg                                         | Bevaringsværdier i byer og bygninger            | 1994 |
| Nykøbing Falster                               | Bevaringsværdier i byer og bygninger            | 1993 |
| Nysted                                         | Bevaringsværdier i byer og bygninger            | 1993 |
| Næstved                                        | Bevaringsværdier i byer og bygninger            | 1991 |
| Odense I                                       | Bevaringsværdige sammenhænge                    | 1996 |
| Odense II                                      | Bevaringsværdige bygninger                      | 1997 |
| Præstø                                         | Bevaringsværdier i byer og bygninger            | 1991 |
| Randers                                        | Byer og bygninger                               | 2000 |
| Ribe                                           | Bevaringsværdier i byer og bygninger            | 1990 |
| Ribe, Vadehav                                  | Vadehavet Kulturarvsatlas                       | 2007 |
| Ringkøbing                                     | Bevaringsværdier i byer og bygninger            | 1993 |
| Ringsted                                       | Byer og bygninger                               | 2000 |
| Roskilde                                       | Bevaringsværdier i byer og bygninger            | 1990 |
| Rødby                                          | Kommunen er kortlagt, der er ikke udgivet atlas |      |
| Rødovre                                        | Bevaringsværdier i byer og bygninger            | 1991 |
| Rønne                                          | Bevaringsværdier i byer og bygninger            | 1990 |
| Sakskøbing                                     | Kommunen er kortlagt, der er ikke udgivet atlas |      |
| Samsø                                          | Bevaringsværdier i byer og bygninger            | 1990 |
| Silkeborg                                      | Byer og bygninger                               | 2000 |
| Sindal                                         | Bevaringsværdier i byer og bygninger            | 1991 |
| Skagen                                         | Byer og bygninger                               | 2000 |
| Skanderborg                                    | Bevaringsværdier i byer og bygninger            | 1997 |
| Skive                                          | Bevaringsværdier i byer og bygninger            | 1995 |
| Skælskør                                       | Bevaringsværdier i byer og bygninger            | 1994 |
| Skærbæk                                        | Vadehavet Kulturarvsatlas                       | 2007 |
| Stevns                                         | Byer og bygninger                               | 2002 |
| Struer                                         | Bevaringsværdier i byer og bygninger            | 1997 |
| Suså                                           | Bevaringsværdier i byer og bygninger            | 1990 |
| Svendborg                                      | Kommunen er kortlagt, der er ikke udgivet atlas |      |
| Søllerød                                       | Bevaringsværdier i byer og bygninger            | 1993 |
| Sønderborg                                     | Bevaringsværdier i byer og bygninger            | 1990 |
| Tønder                                         | Bevaringsværdier i byer og bygninger            | 1993 |
| Tønder, Vadehav                                | Vadehavet Kulturarvsatlas                       | 2007 |
| Varde                                          | Bevaringsværdier i byer og bygninger            | 1992 |
| Varde, Vadehav                                 | Vadehavet Kulturarvsatlas                       | 2007 |
| Vejle                                          | Byer og bygninger                               | 2000 |
| Viborg                                         | Bevaringsværdier i byer og bygninger            | 1990 |
| Vordingborg                                    | Bevaringsværdier i byer og bygninger            | 1995 |
| Aabenraa                                       | Bevaringsværdier i byer og bygninger            | 1991 |
| Aalborg Nord                                   | Bevaringsværdier i byer og bygninger            | 1994 |
| Aalborg Syd                                    | Bevaringsværdier i byer og bygninger            | 1994 |
| Århus I                                        | Byens og landsbyernes bevaringsværdier          | 1997 |
| Århus II                                       | Bygningernes bevaringsværdier                   | 1997 |